# Морне, Шарль де
Шарль де Морне́ или Морнэ (фр. Charles de Mornay; ок. 1514—1574) — французский барон, сеньор де Варенн, кальвинист, наёмник на шведской службе.

## Биография
Шарль де Морне́ родился около 1514 года. Принадлежал к старинному французскому роду из области Берри. Сведений о его юности не сохранилось, известно лишь, что он был кальвинистом и получил хорошее образование.
Позднее принимал участие в англо-французской войне, отправившись в 1547 г. вместе с французскими войсками в Шотландию, где оставался вплоть до заключения Булонского мира в 1550 году.
Служба при шведском дворе
Де Морне прибыл в Швецию в 1557 г., однако, судя по тому, что в упомянутом году шведский король Густав Васа подарил ему сумму в двести марок, его контакты со Швецией завязались ещё задолго до его прибытия в эту скандинавскую страну. В дальнейшем король доверял де Морне различные дипломатические поручения. В 1557 г. он ездил посланником в Польшу, затем в 1558 г. — в Данию, а ещё год спустя участвовал в посольстве, направленном в Англию для переговоров о заключении брака между принцем Эриком и королевой Елизаветой. После возвращения из Англии он впал, однако, в немилость и даже некоторое время содержался в тюрьме.
Ещё до своего отъезда де Морне сблизился с кронпринцем Эриком и ко времени вступления оного в 1560 году на престол уже пользовался у него безграничным доверием. Новый король также продолжал использовать дипломатические таланты де Морне: в 1561 г. Эрик XIV отправил его во Францию, где тот добился от Екатерины Медичи согласия на женитьбу шведского короля на вдове её сына Марии Стюарт, а в 1562 г. де Морне совершил поездку в Шотландию для сватовства короля к шотландской королеве, которое, однако, успеха не имело.
Впрочем, карьера Морне круто шла в гору. После смерти Густава Васы де Морне был назначен камергером (по другим сведениям, камер-юнкером) нового короля, а в 1561 г. он даже упоминался в качестве королевского советника.
Военная карьера
По возвращении из Шотландии его всё чаще начинают использовать на военной службе. В конце 1562 года король отправил Морне командующим в Ливонию, однако с началом Северной семилетней войны Морне был отозван назад.
Во время этой войны он назначался на важные военные посты, однако не всегда успешно исполнял порученное. В 1563 г. Морне был наголову разбит датчанами у Мареда (возле Хальмстада), однако в 1565 г. ему удалось защитить от них Варбергскую крепость, благодаря чему в начале 1566 г. он был назначен командующим войсками, направленными против Даниэля Рантцау, опустошавшего Вестергётланд. Возле Алингсоса ему удалось отбить у датского полководца обоз, однако 20 сентября де Морне попал в плен возле Нюа-Лёдёсе, после чего он был отвезён в Колунборгский замок в Дании, где содержался вплоть до 16 марта 1571 года.
Вернувшись в Швецию, он был дружески принят новым королём Юханом III. Подобный приём, видимо, свидетельствует о справедливости слухов, утверждавших, что в своё время де Морне своим заступничеством перед Эриком XIV спас Юхану жизнь.
Заговор против короля
Юхан III ещё до принесения де Морне клятвы верности призывал его для обсуждения различных вопросов в совет, а в 1573 г. назначил его кастеляном Эльвсборгского и Гулльбергского замков. Однако несмотря на расположение короля, де Морне вошёл в сговор с предводителями шотландских наёмников в надежде свергнуть Юхана с престола и вернуть корону Эрику XIV, содержавшемуся в тюрьме в Грипсхольме.
Согласно плану, шотландцы должны были во время так называемого «танца с мечами» убить Юхана в Стокгольмском замке и поспешить в Грипсхольм, чтобы освободить Эрика. Однако, по какой-то причине танец не состоялся, и исполнение задуманного было отложено.
Несмотря на имевшиеся у короля подозрения, заговорщикам удавалось сохранять свои планы в тайне, а раскрывший их шотландец Хью Кахун был даже казнён по обвинению в ложном доносе. Однако вскоре к королю поступил новый донос от француза Понтуса Делагарди, который в своё время был принят на шведскую службу как раз по ходатайству де Морне. После этого одним заговорщикам пришлось бежать из страны, другие же не успели и были схвачены.
С просьбой о защите де Морне отправился в Нючёпинг к младшему брату Юхана герцогу Карлу. Тот принял его, но Юхан предоставил столь неопровержимые доказательства вины де Морне, что француз решил покинуть Швецию, бежав из Нючёпинга морем. Люди герцога догнали его и доставили в Стокгольм, где он был приговорён к смертной казни.
4 сентября 1574 г. Шарль де Морне был казнён в Стокгольме путём отсечения головы.

## Семья
Был с 1564 г. женат на Анне Тролле, дочери члена риксрода Туре Тролле.